# Emerson Moisés Costa
Emerson Moisés Costa, ismertebb nevén Emerson (Rio de Janeiro, 1972. április 12. –) brazil labdarúgó, aki védekező középpályásként játszott.
Szülőhazája mellett Portugáliában, Angliában, Spanyolországban és Skóciában is játszott. Miután feleségül vett egy portugál nőt, portugál állampolgárságot is kapott.

## Klubkarrier
A riói születésű Emerson a Flamengo csapatánál kezdett játszani, azonban több játéklehetőségre vágyva nem sokkal később a Coritibához igazolt. 1991-ben megkezdte légióskarrierjét, és a portugál Belenenseshez szerződött.
Meggyőző teljesítményének köszönhetően leigazolta a Porto. Az angol válogatott korábbi szövetségi kapitánya, Bobby Robson irányítása alatt Emerson két portugál bajnoki címet nyert a Portóval és a Bajnokok Ligájában is bemutatkozhatott, 1996-ban pedig az év játékosának választották Portugáliában.
Ekkorra Emerson már nagyobb európai klubok figyelmét is felkeltette, végül 4 millió fontért cserébe a Premier League-ben szereplő Middlesbrough-hoz igazolt. A játékost állítólag Bryan Robson vezetőedző tudta nélkül szerződtették, aki csak a fő játékosmegfigyelőtől, Ray Trainntől értesült az igazolásról. A klub Emerson unokatestvérét, Fábiót is leszerződtette, ám ő tizennégy hónap alatt mindössze egyszer léphetett pályára.
A dolgok hamarosan rosszra fordultak, amikor Emerson korábbi portói edzője, a már a Barcelonát irányító Bobby Robson bejelentette, hogy leszerződtetné őt. Emerson nehezen szokta meg az angliai életet, ráadásul időközben a Middlesbrough kiesett az élvonalból. 1997 végén a szünet alatt Brazíliába utazott, és megfenyegette a klubot, hogy nem tér vissza.
A helyzet végül 1998 januárjában oldódott meg, amikor is a játékos 4,25 millió fontért cserébe a CD Teneriféhez igazolt. Némi meglepetésre a Middlesbrough vezérigazgatója, Keith Lamb vissza akarta igazolni Emersont, amikor a Tenerife kiesett. A játékos azonban Spanyolországban maradt, és a bajnoki címvédő Deportivo de La Coruñához szerződött. Első évében sokat szerepelt honfitársa, Mauro Silva oldalán, második évére viszont kiszorult a csapatból.
Ezután az Atlético Madridnál, majd a Rangersnél töltött el egy-egy szezont. Ő lett a skót klub történetének első brazil játékosa, és gólt szerzett a Panathinaikosz elleni BL-mérkőzésen is.
2005 nyarán Emerson Görögországba, a Skoda Xánthi csapatához igazolt. Itt mindössze fél évet maradt, és 2006 januárjában az AEK Athén játékosa lett. 2006 novemberében végig a pályán volt, amikor a csapat 1-0-ra legyőzte a későbbi győztes Milant a BL csoportkörében.
2007 májusában Emerson a ciprusi bajnok APOEL játékosa lett. Innen a következő év januárjában hazatért, és a riói állami bajnokságban szereplő Madureira EC-nél fejezte be a karrierjét.

## A popkultúrában
Emerson nagy ismeretségre tett szert Magyarországon, köszönhetően portói csapattársa, Lipcsei Péter hírhedt interjújának, amelyben "néger Emersonként" hivatkozik rá.

## Sikerei
Porto
- Primeira Liga: 1994–95, 1995–96

Middlesbrough
- Angol ligakupa ezüstérmes: 1996–97[2]

## Fordítás
Ez a szócikk részben vagy egészben  az   Emerson (footballer, born 1972) című angol Wikipédia-szócikk ezen változatának fordításán alapul.  Az eredeti cikk szerkesztőit annak laptörténete sorolja fel. Ez a jelzés csupán a megfogalmazás eredetét és a szerzői jogokat jelzi, nem szolgál a cikkben szereplő információk forrásmegjelöléseként.